# أليخاندرو موريرا (لاعب كرة قدم)
أليخاندرو موريرا سوتو (14 يوليو 1909 – 26 مارس 1995) كان لاعب كرة قدم كوستاريكي محترف لعب كـمهاجم في الغالب لـنادي ألاخولينسي في دوري كوستاريكا لكرة القدم. يعتبر واحدًا من أفضل وأكثر اللاعبين موهبة على الإطلاق في كوستاريكا.
"الظاهرة الكوستاريكية" (The Costa Rican phenomenon)، هو اللقب التي أطلقت عليه الصحافة في كتالونيا، حين كان جزءًا من برشلونة. كان يعرفه معظم الناس بلقب "ساحر الكرة" (The Ball Magician) كان صغير القامة لكنه مهاجم قوي. جعلت فترة برشلونة موريرا أول كوستاريكي يلعب في الدوري الإسباني.

## مسيرته الكروية
في عام 1925، وفي سن مبكرة 16 عامًا، خاض أول مباراة له مع نادي ألاخولينسي في الدوري الكوستاريكي الممتاز في مباراة ضد الجمعية الرياضية الإسبانية. سرعان ما أصبح اللاعب النجم وقائد الفريق، مظهرًا أداءً عالي الجودة ومسجلًا العديد من الأهداف. هذه الصفات فتحت له الأبواب خارج البلاد، في البداية في كوبا مع سنترو غاليغو في عام 1927. عاد بعد ذلك إلى ألاخولينسي وفي عام 1928 ساعد الفريق في الحصول على أول بطولة وطنية له، حيث سجل موريرا أربعة أهداف في المباراة الأخيرة ضد نادي هيريديانو وأصبح هداف الدوري برصيد 26 هدفًا. تألق كلاعب بارز في الفريق خلال جولات ألاخولينسي في المكسيك (1931) وبيرو (1932)، حيث تلقى إشادة بقدراته الكروية.

### إسبانيا
في فبراير 1933 دُعي إلى إسبانيا من قبل لاعب إسبانيول السابق ريكاردو سابريسا لإجراء اختبار مع إسبانيول. ذكرت صحيفة موندو ديبورتيفو (28 فبراير 1968 الصفحة 8) أن موريرا كان يرغب في اللعب لنادي برشلونة بدلاً من إسبانيول وتمكن بمساعدة السيد إستيبان سالا، مدير النادي، والسيد غيسبرت، مدير النادي أيضًا، اللذين صادقهما خلال عبور المحيط، من التفاوض شخصيًا، بعد اختبار ناجح مع مدرب النادي، على عقد لمدة ثلاث سنوات مباشرة مع رئيس نادي برشلونة، جوان كوما سيغارولس.
وهكذا، خاض موريرا أول مباراة له مع النادي الكاتالوني الأبرز في 18 مايو 1933، في مباراة ضد تينيريفي، وسجل هدفين في فوز 3-1. من بين أفضل أهدافه التي لا تُنسى كان تسجيله الهدف الوحيد لفريقه في سبتمبر من ذلك العام ضد ريال مدريد، متغلبًا على حارس مرمى إسبانيا الأسطوري وأفضل حارس مرمى في أوروبا ريكاردو زامورا "الإله" في خسارة 2-1. كان موسم 1933-1934 هو الأنجح له، حيث سجل 41 هدفًا ليصبح هداف الفريق. فاز نادي برشلونة ببطولة كتالونيا عام 1934 لكنه احتل المركز التاسع فقط في الدوري. كان موسم 1934-1935 ناجحًا أيضًا، حيث لعب 24 مباراة وسجل 12 هدفًا، واحتل برشلونة المركز السادس في بطولة الدوري الإسباني. إجمالاً، لعب موريرا 76 مباراة وسجل 68 هدفًا لـنادي برشلونة، وهو إنتاج عالٍ جدًا.
سجله التهديفي: 39 هدفًا في المباريات الودية؛ 13 هدفًا في الدوري الإسباني؛ 11 هدفًا في بطولة كاتالونيا و5 أهداف في كأس إسبانيا.
على الرغم من معارضة الجماهير، تم بيعه مقابل 10,000 بيزيتا إلى نادي إيركوليس، وهو نادٍ صعد حديثًا في أليكانتي. في سنته الأولى، ساعد الفريق الصاعد في الحصول على المركز السادس في الدوري متقدمًا على ستة فرق أخرى بنفس عدد النقاط مثل نادي برشلونة، الذي احتل المركز الخامس بفضل معدل أهداف أفضل. أثناء لعبه لـنادي برشلونة، اندمج تمامًا مع كتالونيا، حتى أنه تم اختياره للفريق الإقليمي الكاتالوني ولعب مباراتين ضد البرازيل، مسجلاً أهدافًا في كلتا المباراتين.
مع اندلاع الحرب الأهلية الإسبانية، أُجبر على العودة إلى وطنه. لم يتمكن من سحب أمواله من البنك؛ واختار وضع المبلغ الأصغر الذي كان بحوزته في صندوق ضاع. مع الحاجة الملحة للعودة إلى كوستاريكا ولكن بجيوب فارغة، عرض خدماته لفترة وجيزة على الفريق الفرنسي نادي لوهافر، ولعب مباراتين وسجل لهما هدفين كعادته.

### العودة إلىالدوري
وصل إلى كوستاريكا في نوفمبر 1936 حيث واصل مسيرته المتميزة. انضم مرة أخرى إلى ألاخولينسي محققًا بطولة أخرى في عام 1939 فاز بها عندما سجل هاتريك في المباراة النهائية ضد هيريديانو. كما أصبح هداف الدوري مرة أخرى. لقب آخر، هذه المرة بدون هزيمة، وهو رقم قياسي جاء في عام 1941. جاء اللقب الأخير في عام 1945، حيث أدى دورًا مزدوجًا كلاعب-مدرب. لعب مباراته الأخيرة في 6 أبريل 1947، ضد بلدية ليما.

## الاعتزال
واصل موريرا التدريب حتى مارس 1949. كما أدار المنتخب الوطني.
بعد اعتزاله الرياضة، تم انتخابه عضوًا في الهيئة التشريعية للبلاد عن مقاطعته الأصلية ألاخويلا (1958-1962)، حيث شغل لاحقًا منصب رئيس البلدية والحاكم.

## مسيرته الدولية
خاض موريرا أول مباراة له مع كوستاريكا ضد السلفادور في فبراير 1938 وفاز بـ 5 مباريات، وسجل 4 أهداف خلال ألعاب أمريكا الوسطى والكاريبي 1938 أو سجل 6 أهداف في 7 مباريات دولية.

### أهدافه الدولية
النتائج والأهداف تسرد أهداف كوستاريكا أولاً.
| N. | التاريخ        | الملعب                                    | الخصم     | الهدف | النتيجة | البطولة                            |
| -- | -------------- | ----------------------------------------- | --------- | ----- | ------- | ---------------------------------- |
| 1. | 12 فبراير 1938 | ملعب خوان ديموستينس أروسيمينا، بنما، بنما | السلفادور |       | 7–0     | ألعاب أمريكا الوسطى والكاريبي 1938 |
| 2. | 12 فبراير 1938 | ملعب خوان ديموستينس أروسيمينا، بنما، بنما | السلفادور |       | 7–0     | ألعاب أمريكا الوسطى والكاريبي 1938 |
| 3. | 16 فبراير 1938 | ملعب خوان ديموستينس أروسيمينا، بنما، بنما | بنما      |       | 11–0    | ألعاب أمريكا الوسطى والكاريبي 1938 |
| 4. | 22 فبراير 1938 | ملعب خوان ديموستينس أروسيمينا، بنما، بنما | المكسيك   |       | 1–2     | ألعاب أمريكا الوسطى والكاريبي 1938 |

## الحياة الشخصية، الوفاة والإرث
كان موريرا سوتو ابنًا لخوان موريرا ميراندا ويوكيميا سوتو سوتو ولديه 4 أخوات وأخ واحد. تزوج جوليا باتشيكو بيريز في عام 1937 وأنجبا ابنة و5 أحفاد.
توفي في 26 مارس 1995، عن عمر يناهز 85 عامًا. يتذكره "المانودوس" (مشجعو ألاخولينسي) و"التيكوس" (الكوستاريكيون) على حد سواء باعتزاز كرجل أحب فريقه وكشخص منح العديد من الانتصارات والكثير من البهجة للجماهير في جميع أنحاء البلاد.
سمي ملعب ألاخولينسي، حيث دُفن قلبه في نصب تذكاري أسفل مقاعد القسم الشرقي، باسمه. في عام 1998، تم التصويت عليه كلاعب القرن في كوستاريكا من قبل الاتحاد الدولي لتاريخ وإحصاءات كرة القدم.

## روابط خارجية
- أليخاندرو موريرا على BDFutbol